# Jorge Coli
Jorge Coli (Amparo, 1947) é um professor titular em História da Arte e da História da Cultura, no Instituto de Filosofia e Ciências Humanas da Unicamp e colunista do jornal Folha de S. Paulo. Juntamente com os professores Luiz Marques e Nelson Aguilar fundou a pós-graduação em História da Arte e da Cultura do Instituto de Filosofia e Ciências Humanas da Unicamp. É diretor do CHAA (Centro de História da Arte e Arquelogia) e editor da RHAA (Revista de História da Arte e Arqueologia), atual RHAC (Revista de História da Arte e da Cultura).
É formado em História da Arte e Arqueologia (graduação e mestrado) e em História do Cinema (graduação) na Universidade de Provença (Aix-Marseille I, França), doutorado em Estética pela USP - Universidade de São Paulo, livre-docência e titulação em História da Arte e da Cultura pela Unicamp. É professor honorário da Universidad Nacional de Colombia .

## Biografia
Foi colaborador do jornal Le Monde, traduziu para o francês Memórias do Cárcere de Graciliano Ramos e Os sertões de Euclides da Cunha, em colaboração com Antoine Seel. Lecionou na Universidade de Provence, Montpellier e Toulouse. Foi professor convidado nas universidades de Princeton (USA), Paris I (Panthéon-Sorbonne) (França), Osaka (Japão), Universidad Nacional de Colombia (Medellín) e pesquisador da New York University (USA). Trabalha especialmente sobre os séculos XIX e XX. Entre seus livros estão: Música Final- ed. Unicamp; Ponto de fuga (Perspectiva); L'Atelier de Courbet (ed. Hazan, Paris); O corpo da liberdade (CosacNaify), editado no França sob o título de Le corps de la liberté (ELLUG, Grenoble, 2016). É colunista da Ilustríssima da Folha de S.Paulo e escreve para a revista Concerto. Junto com outros historiadores anima o blog de arte e cultura Amável Leitor.
Recebeu diversos prêmios, entre eles o "Florestan Fernandes" (CAPES), melhor orientador de tese em Ciências Humanas (2005) e o prêmio "Almirante Alvaro Alberto", do CNPq, em 2018 . Foi Secretário da Cultura da cidade de Campinas. De 2013 a 2017, foi diretor do Instituto de Filosofia e Ciências Humanas da Unicamp.
Escreveu os libretos das óperas O Menino e a Liberdade de Ronaldo Miranda  baseado no conto de Paulo Bonfim que estreou em 2013 no Theatro São Pedro de São Paulo , O Espelho, de Jorge Antunes, baseado no conto homônimo de Machado de Assis, que estreou no mesmo teatro em 2017 e O Peru de Natal, de Leonardo Martinelli, baseado no conto homônimo de Mario de Andrade, estreou em dezembro de 2019 

## Lista de obras
- Van Gogh - A noite Estrelada (2006) - Editora Perspectiva - ISBN 85-273-0769-3
- O que é arte (1995) - Editora Brasiliense -  ISBN 8511010467 [4]
- Música Final (1998) - Editora Unicamp - ISBN 9788526804272
- A paixão segundo a Ópera (2003) - Editora Perspectiva - ISBN 85-273-0338-8
- Ponto de Fuga (2004) - Editora Perspectiva - ISBN 85-273-0691-3
- Como estudar arte brasileira do século XIX (2005) - Editora SENAC - ISBN 8573594446
- L'atelier de Courbet (2007) - Editora Hazan - ISBN 9782754101608
- Corpo da Liberdade (2010) - CosacNaify - ISBN 8575038893 [5]
- Le corps de la Liberté (2015) - Editora Ellug - ISBN 9782843103186.
- A arte da comparação: Homenagem a Luiz Dantas (Org. de Jorge Coli e Mirian Garate) (2016) - Editora da Unicamp - ISBN 9788526813496